# 송곡도서관
송곡도서관은 충청남도 아산시 소재의 시립 도서관이다.

## 연혁
- 1999.04.13 개관

## 시설 현황
- 2층: 어린이방, 정기간행물실, 북카페, 제1·2열람실, 문서고
- 1층: 사무실, 관장실, 서버실, 자료대출실, 이동도서관 사무실, 이동서가
- 지하1층: 다목적세미나실, 어린이강당, 기기실, 회의실, 문서고, 보일러실

## 이용 안내
이용 시간
- 일반 열람실: 화~일요일 08:00~22:00
- 자료(도서대출): 화~토요일 09:00~22:00 / 일요일 09:00~18:00

휴관일
- 국경일 및 정부에서 지정하는 공휴일
- 매주 월요일